# Planismo
El planismo (en francés: planisme) es una teoría económica desarrollada a lo largo de los años 1930, en contraposición con la revolución marxista y el reformismo, según la cual una planificación puede modificar profundamente la sociedad, o al menos contrarrestar los «efectos perversos» y la «miopía» del mercado.
Uno de sus principales teóricos fue el belga Henri de Man, dirigente del Partido Obrero Belga que después de 1940 pasó a colaborar con los alemanes. Fue exportado a Francia por el grupo X-Crise, que inspiró tanto a la SFIO como a los petainistas del régimen de Vichy. De acuerdo con el economista Karl Polanyi, representa una revuelta de la sociedad contra el mercado, una consecuencia de la gran depresión.
Esta teoría inspiró a comunistas, socialdemócratas, fascistas e incluso democristianos. Muchas de sus ideas se encuentran en el Programa del Consejo Nacional de la Resistencia; se puede decir que inspiró intelectualmente la reconstrucción después de la Segunda Guerra Mundial y el fordismo a la francesa.